# 3378 Susanvictoria
3378 Susanvictoria (A922 WB) là một tiểu hành tinh vành đai chính được phát hiện ngày 25 tháng 11 năm 1922 bởi G. Van Biesbroeck ở Williams Bay.